# Юссеф Туту
Юссеф Туту (дан. Youssef Toutouh, нар. 6 жовтня 1992, Копенгаген) — данський футболіст марокканського походження, півзахисник.
Виступав, зокрема, за клуб «Копенгаген», з яким став триразовим чемпіоном Данії та чотириразовим володарем Кубка Данії. Також виступав за молодіжну збірну Данії.

## Клубна кар'єра
У дорослому футболі дебютував 2010 року виступами за команду клубу «Відовре», в якій провів один сезон, взявши участь у 14 матчах чемпіонату.
Своєю грою за цю команду привернув увагу представників тренерського штабу клубу «Копенгаген», до складу якого приєднався 2011 року. Відіграв за команду з Копенгагена наступний сезон своєї ігрової кар'єри, після чого був відданий в оренду до клубу «Есб'єрг». В «Есб'єрзі» був основним гравцем команди, у складі якої виграв Кубок Данії.
До складу «Копенгагена» повернувся 2013 року. Відтоді став регулярно залучатися до оснвного складу столичного клубу. Цього разу відіграв за команду з Копенгагена наступні п'ять сезонів своєї ігрової кар'єри. Більшість часу, проведеного у складі «Копенгагена», був основним гравцем команди.
Протягом 2018—2020 років захищав кольори клубів «Орхус», «Стабек» та ФАР (Рабат).
До складу клубу «Ботошані» приєднався 22 жовтня 2020 року. Туту відіграв за команду з Ботошані один сезон, взявши участь у 14 матчах в національному чемпіонаті, після чого покинув клуб у червні 2021 року. Надалі Юссеф повернувся до Данії, де завершував кар'єру у нижчолігових клубах «Нюкебінг» та «Бреншей». Після завершення кар'єри працевлаштувався у клубі «Болдклуббен 1893», де став працювати з юнаками. 

## Виступи за збірні
2012 року дебютував у складі юнацької збірної Данії (U-20), загалом на юнацькому рівні взяв участь у 1 іграх.
Протягом 2013—2015 років залучався до складу молодіжної збірної Данії. На молодіжному рівні зіграв у 13 офіційних матчах.

## Статистика виступів

### Статистика клубних виступів
| Сезон                  | Клуб                   | Чемпіонат              | Чемпіонат | Чемпіонат | Національний кубок | Національний кубок | Національний кубок | Континентальні кубки | Континентальні кубки | Континентальні кубки | Суперкубки | Суперкубки | Суперкубки | Усього | Усього |
| Сезон                  | Клуб                   | Ліга                   | Ігор      | Голів     | Ліга               | Ігор               | Голів              | Ліга                 | Ігор                 | Голів                | Ліга       | Ігор       | Голів      | Ігор   | Голів  |
| ---------------------- | ---------------------- | ---------------------- | --------- | --------- | ------------------ | ------------------ | ------------------ | -------------------- | -------------------- | -------------------- | ---------- | ---------- | ---------- | ------ | ------ |
| 2010–11                | «Відовре»              | 1Д                     | 14        | 3         | КД                 | ?                  | ?                  | -                    | -                    | -                    | -          | -          | -          | ?      | ?      |
| 2011–12                | «Копенгаген»           | СЛ                     | 3         | 0         | КД                 | 1                  | 0                  | ЛЧ+ЛЄ                | 0                    | 0                    | -          | -          | -          | 4      | 0      |
| 2012–13                | «Есб'єрг»              | СЛ                     | 23        | 2         | КД                 | 6                  | 2                  | -                    | -                    | -                    | -          | -          | -          | 29     | 4      |
| 2013–14                | «Копенгаген»           | СЛ                     | 18        | 2         | КД                 | 4                  | 1                  | ЛЧ                   | 6                    | 0                    | -          | -          | -          | 28     | 3      |
| 2014–15                | «Копенгаген»           | СЛ                     | 21        | 2         | КД                 | 4                  | 2                  | ЛЧ+ЛЄ                | 3+5                  | 0                    | -          | -          | -          | 33     | 4      |
| 2015–16                | «Копенгаген»           | СЛ                     | 28        | 5         | КД                 | 6                  | 0                  | ЛЄ                   | 3                    | 0                    | -          | -          | -          | 37     | 5      |
| 2016–17                | «Копенгаген»           | СЛ                     | 33        | 5         | КД                 | 5                  | 0                  | ЛЧ+ЛЄ                | 12+4                 | 0+1                  | -          | -          | -          | 50     | 6      |
| 2017–18                | «Копенгаген»           | СЛ                     | 7         | 0         | КД                 | 0                  | 0                  | ЛЧ+ЛЄ                | 6+2                  | 0                    | -          | -          | -          | 15     | 0      |
| Усього за «Копенгаген» | Усього за «Копенгаген» | Усього за «Копенгаген» | 110       | 14        |                    | 20                 | 3                  |                      | 27+14                | 0+1                  |            | -          | -          | 171    | 18     |
| 2018–19                | «Орхус»                | СЛ                     | 15        | 1         | КД                 | 0                  | 0                  | -                    | -                    | -                    | -          | -          | -          | 15     | 1      |
| серп.-груд. 2019       | «Стабек»               | ЕС                     | 7         | 0         | КН                 | -                  | -                  | -                    | -                    | -                    | -          | -          | -          | 7      | 0      |
| січ.-черв. 2020        | ФАР (Рабат)            | Б1                     | 3         | 0         | КМ                 | 0                  | 0                  | -                    | -                    | -                    | -          | -          | -          | 0      | 0      |
| Усього за кар'єру      | Усього за кар'єру      | Усього за кар'єру      | 169       | 20        |                    | 26+                | 5+                 |                      | 27+14                | 0+1                  |            | -          | -          | 236+   | 26+    |

## Титули і досягнення
- Чемпіон Данії (2):

«Копенгаген»: 2015–16, 2016-17
- Володар Кубка Данії (5):

«Есб'єрг»: 2012–13
«Копенгаген»: 2011–12, 2014–15, 2015–16, 2016-17